# Donald Sumpter

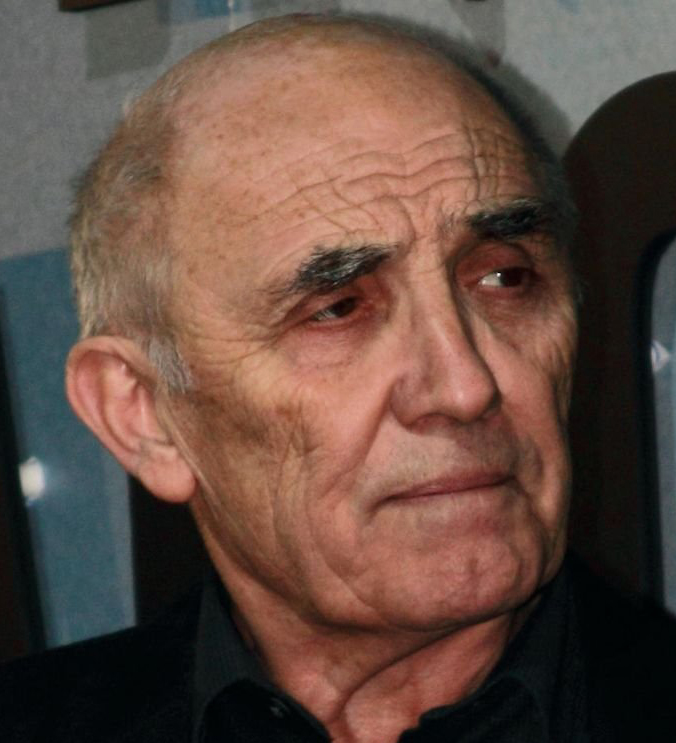
Donald Sumpter auf der Premiere von Verblendung (2012)

Donald Sumpter (* 13. Februar 1943 in Brixworth, England) ist ein britischer Schauspieler.

## Karriere
Sumpter ist seit Mitte der 1960er Jahre als Schauspieler aktiv. Seine erste bekannte Fernsehrolle hatte er 1968 in der Doctor-Who-Serie The Wheel in Space, mit Patrick Troughton als Doktor. 1972 folgte die nächste Doctor-Who-Reihe The Sea Devil, in der Sumpter ebenfalls mitwirkte. Seinen dritten Auftritt in einem Doctor-Who-Ableger hatte er 2006 in The Sarah Jane Adventures. 1977 verkörpere er in dem Thriller The Black Panther die Rolle des real existierenden Serienmörders Donald Neilson.
Auch in zahlreichen anderen Produktionen hatte Sumpter mitgewirkt, darunter oft in Verfilmungen von Charles Dickens Romanen. Dazu zählen Nicholas Nickleby (2001), Große Erwartungen (1999) und Bleak House (1985). 1992 stellte er in der Agatha-Christie’s-Poirot-Episode Der ABC-Mörder die Rolle des neurotischen Mr. Cust dar. Weitere Serien, in denen er zu sehen war, sind unter anderem Inspector Barnaby, The Bill, Holby City, A Touch of Frost und als Maester Luwin in der Fernsehserie Game of Thrones.
Als Filmdarsteller war Sumpter in Kinofilmen wie Enigma – Das Geheimnis (2001), K-19 – Showdown in der Tiefe (2002) und Der ewige Gärtner (2005) zu sehen.

## Filmografie
- 1968: The Window Cleaner (Kurzfilm)
- 1968; 1972: Doctor Who (Fernsehserie, neun Folgen)
- 1968: Bestien lauern vor Caracas (The Lost Continent)
- 1969: Night After Night After Night
- 1970: Groupie Girl
- 1970: Die Krücke (The Walking Stick)
- 1971: Freudlose Augenblicke  (Bleak Moments)
- 1971: Sunday, Bloody Sunday
- 1974: Stardust
- 1975: Task Force Police (Softly Softly: Task Force, Fernsehserie, 1 Folge)
- 1977: Hardcore
- 1977: The Black Panther
- 1979: Meetings with Remarkable Men
- 1983: Der Fluch des rosaroten Panthers (Curse of the Pink Panther)
- 1983; 1989: Jim Bergerac ermittelt (Bergerac, Fernsehserie, 2 Folgen)
- 1984: Der Aufpasser (Minder, Fernsehserie, 1 Folge)
- 1990: Rosenkranz & Güldenstern (Rosencrantz and Guildenstern are Dead)
- 1992: Méchant garçon
- 1992: Agatha Christie’s Poirot (Fernsehserie, 1 Folge)
- 1993: The Buddha of Suburbia
- 1993–2006: The Bill (Fernsehserie, 4 Folgen)
- 1995: Richard III.
- 1997: Der Polizist von Tanger (Tangier Cop)
- 2001: Enigma – Das Geheimnis (Enigma)
- 2001: The Point Men
- 2002: K-19 – Showdown in der Tiefe (K-19: The Widowmaker)
- 2004: Inspector Barnaby (Midsomer Murders, Fernsehserie, 1 Folge)
- 2005: Der ewige Gärtner (The Constant Gardener)
- 2006: Der Adler – Die Spur des Verbrechens (Ørnen: En krimi-odyssé, Fernsehserie, 2 Folgen)
- 2007: Tödliche Versprechen – Eastern Promises (Eastern Promises)
- 2008: New Tricks – Die Krimispezialisten (New Tricks, Fernsehserie, 1 Folge)
- 2009: God & Lucy (Kurzfilm)
- 2009–2010: Being Human (Fernsehserie, neun Folgen)
- 2010: Ultramarines: The Movie (Stimme)
- 2010: Spooks – Im Visier des MI5 (Spooks, Fernsehserie, 1 Folge)
- 2011: Verblendung (The Girl with the Dragon Tattoo)
- 2011: Merlin – Die neuen Abenteuer (Merlin, Fernsehserie, eine Folge)
- 2011: Black Mirror (Fernsehserie, Folge 1x01)
- 2011–2012: Game of Thrones (Fernsehserie, 14 Folgen)
- 2012: Kommissar Wallander: Ein Mord im Herbst
- 2013: Atlantis (Fernsehserie, Folge 1x04)
- 2014: Der Pathologe – Mörderisches Dublin (Quirke, Miniserie, 1 Folge)
- 2015: Im Herzen der See (In the Heart of the Sea)
- 2015: Doctor Who (Fernsehserie, Folge 9x12)
- 2015: Jekyll & Hyde (Fernsehserie, zehn Episoden)
- 2017: Charles Dickens: Der Mann, der Weihnachten erfand (The Man Who Invented Christmas)
- 2017: Peaky Blinders – Gangs of Birmingham (Peaky Blinders, Fernsehserie, zwei Episoden)
- 2018: 12 Monkeys (Fernsehserie, drei Episoden)
- 2018: Les Misérables (Miniserie)
- 2018: Der junge Inspektor Morse (Endeavour, Fernsehserie, 1 Folge)
- 2019: Chernobyl (Miniserie, zwei Episoden)